# Newmarket (Ontario)
Pour les articles homonymes, voir Newmarket.
Newmarket est une municipalité ontarienne (Canada). Au recensement de 2016, on y a dénombré 84 224 habitants.
Deux habitants de Newmarket sont devenus célèbres : Jim Carrey et John Candy.

## Situation
Newmarket est située dans la banlieue nord de Toronto à une distance d'à peu près 45 km. Newmarket jouit de trois échangeurs sur l'autoroute provinciale 404. Newmarket est le centre administratif de la municipalité régionale d'York.
L'hôpital Southlake Regional Health Centre se trouve à Newmarket.

## Géographie
La position géographique de Newmarket est 44.05°N, 79.46°O, et son élévation est 239 m au-dessus du niveau de la mer. La ville a une superficie de 38,07 km² et elle fait partie de la région du Grand Toronto et du Golden Horseshoe dans une zone qui s'appelle la "région 905" à cause de son code régional de téléphone.
La ville de Newmarket touche dans le nord à la ville d'East Gwillimbury, dans l'est à la ville de Whitchurch-Stouffville, dans le sud à la ville d'Aurora et dans l'ouest au canton de King, qui sont tous aussi des parties de la municipalité régionale d'York.
Newmarket se situe au nord de la moraine d'Oak Ridges. Pour cette raison, toutes les rivières de la ville coulent vers le nord jusqu'au lac Simcoe. La rivière principale de Newmarket est la East Holland River (connue par les gens de la ville simplement comme la Holland River), et toutes les autres rivières de la ville en sont des affluents. Parmi ceux-ci on trouve le Bogart Creek, un ruisseau qui chemine dans la ville via le hameau de Bogarttown et qui se jette dans la East Holland River dans le nord de la ville, le Western Creek, un autre ruisseau qui prend sa source à l'ouest de la ville et se jette également dans la East Holland River, le Tannery Creek qui se joint à la East Holland River après avoir coulé par Aurora, et quelques autres petits ruisseaux. Au nord de Davis Drive, environ 200 m en aval de la convergence de la East Holland River et du Bogart Creek, la East Holland River ne suit pas une route naturelle. Au début du XXe siècle, on a redressé un peu le lit de la rivière pour la préparer pour sa fonctionnalité prévue de canal. On a même construit toute une série d'écluses sur la rivière, mais le plan a échoué. On n'a jamais ouvert le canal, et Newmarket n'est jamais devenu port.
Il y a deux réservoirs à Newmarket. Le Fairy Lake, un centre favori de récréation au centre de la ville, est un ancien bassin de stockage sur la East Holland River. Le Bogart Pond, également un ancien bassin de stockage, se trouve sur le Bogart Creek à Bogarttown. Celui-ci est beaucoup plus petit que celui-là, mais aussi plus large. De plus, le niveau de l'eau dans la East Holland River au nord de Davis Drive est gouverné par une écluse incomplète, qui s'emploie de nos jours comme barrage de retenue, dans le nord de la ville.
Newmarket se situe aussi au sud et au-dessus du littoral de l'ancien lac Algonquin, où les élévations tombent des collines ondulantes qui caractérisent Newmarket jusqu'à la plate terre du marais Holland.
La terre à Newmarket consiste principalement en dépôts de gravier et de sable laissés par les glaciers pendant la dernière période glaciaire qui s'est terminée il y a environ 10 000 ans. Ces dépôts sont si profonds qu'on ne trouve nulle part à Newmarket d'affleurements.

## Chronologie municipale
- 1801 : fondation
- 1857 : constitution en village
- 1880 : constitution en ville

## Histoire

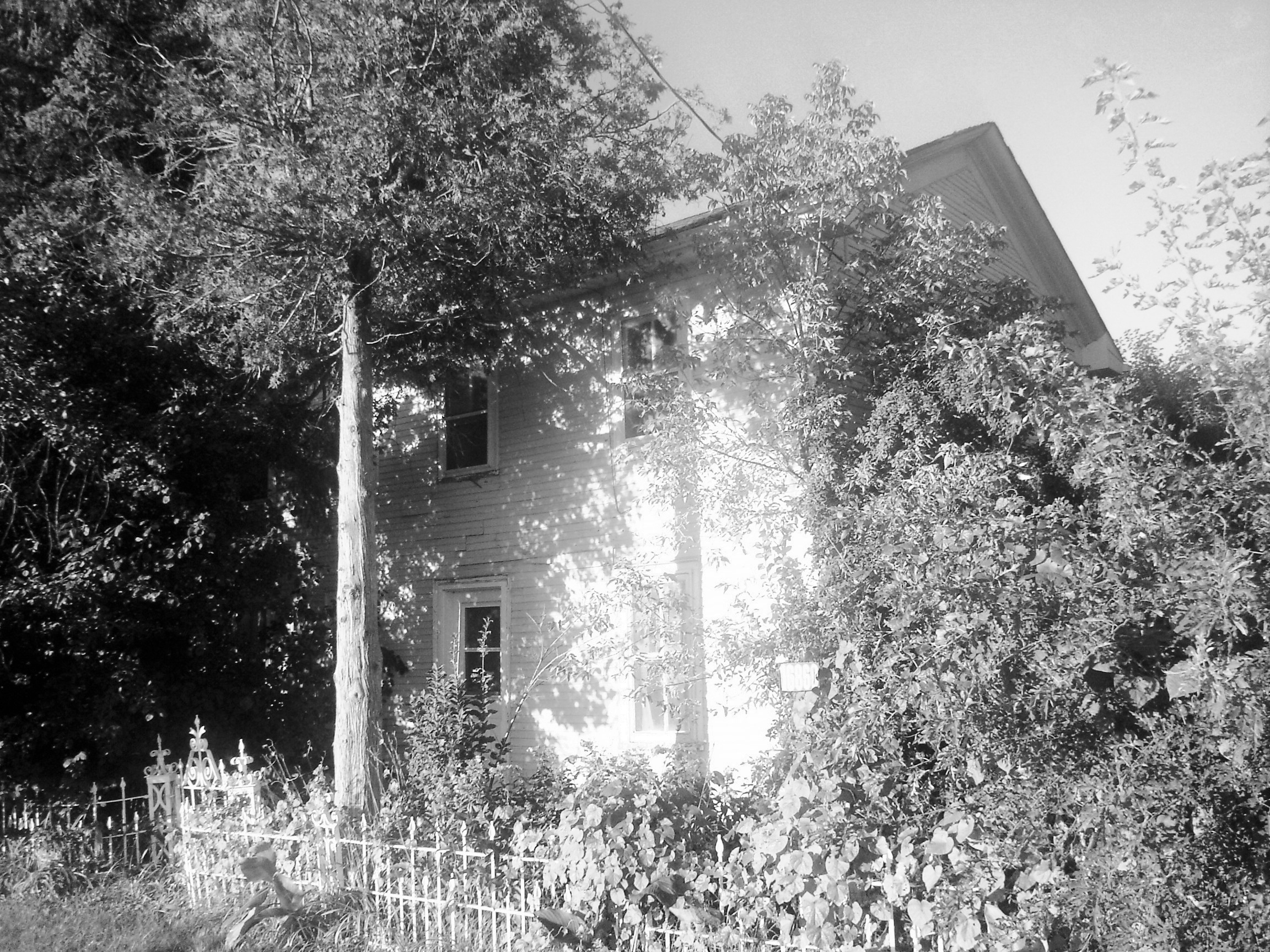
La maison John Bogart sur la rue Leslie. Cette maison est la plus vieille de la ville (construite en 1811), et elle est aussi la plus vieille structure résidentielle à deux étages au nord de Toronto. Elle sert encore de résidence.

La ville fut fondée en 1801 comme un établissement quaker dont le chef fut Timothy Rogers. Rapidement on construisit plusieurs moulins pour approvisionner les habitants, et la production de ces moulins fut si grande qu'on donna à la nouvelle ville le nom "New Market" ("Nouveau Marché" en anglais) par opposition au "Vieux Marché", c'est-à-dire, Toronto. La source d'énergie de ces moulins fut la East Holland River.
Newmarket se constitua en village en 1857 et en ville en 1880. Avant les années 1950, Newmarket était en plein boom, surtout en ce qui concerne la construction de nouvelles maisons. Ce boom était causé par la prospérité de la période après la Seconde Guerre mondiale et par la proximité de Newmarket à Toronto. L'expansion continue jusqu'aux décennies plus récentes, et la ville comprend maintenant deux hameaux qui étaient auparavant des communautés distinctes. Ce sont Armitage (sur la rue Yonge au sud de Mulock Drive) et Bogarttown (au carrefour de Mulock Drive et la rue Leslie).

## Démographie
Selon le recensement de 2001, la population de la ville était de 65 788 habitants. Le Département de planification de la municipalité régionale d'York évalue actuellement (le 31 mars, 2006) le nombre à 77 518. D'après la même source, la population prévue pour 2011 est de 87 000 habitants.
Étant donné la superficie de la ville, les données les plus récentes de la population de Newmarket signifient que la densité de la population dépasse d'un peu 2036 habitants/km².
| 2001   | 2006   | 2011   | 2016   |
| ------ | ------ | ------ | ------ |
| 65 788 | 74 295 | 79 978 | 84 224 |

## Toponyme
Le nom de New Market a été donné en opposition au Vieux Marché, c'est-à-dire, Toronto.

## Blason
Le blason de Newmarket vient du cachet de la ville. Le drapeau de la ville est un champ bleu marine avec ce même motif au centre. On dit que la ruche et les abeilles symbolisent l'industrie de la ville. La forme actuelle du cachet a été introduite en 1938 avec quelques altérations de la forme originelle du blason, bien que le concept général de la ruche et des abeilles reste encore comme auparavant. L'origine du blason est un peu mystérieuse. On ne sait pas quel artiste composa le blason actuel – ni le blason originel – et la ville n'a rien dans son archive qui rappelle l'achat du blason.

## Éducation
Newmarket a 15 écoles élémentaires et 4 écoles secondaires sous le conseil scolaire York Region District School Board, et aussi 6 écoles élémentaires et une école secondaire sous le conseil catholique York Catholic District School Board (EN). Il y a aussi une école privée, Pickering College
Le Conseil scolaire Viamonde a les écoles francophones laïques publiques. Le Conseil scolaire catholique MonAvenir a les écoles francophones catholiques publiques.
Les quatre écoles secondaires publiques sont (dans l'ordre de leur construction) :
- Newmarket High School
- Huron Heights Secondary School
- Dr John M. Denison Secondary School
- Sir William Mulock Secondary School

Il n'y a qu'une seule école secondaire catholique :
- Sacred Heart Catholic High School

Il y a aussi un pensionnat/externat privé mixte :
- Pickering College

## Gouvernement
En 2008, Tony Van Bynen est le maire de Newmarket.
La ville fait partie de la circonscription fédérale de Newmarket—Aurora. En 2005, la circonscription est représentée dans la Chambre des communes du Canada par Belinda Stronach, une membre du Parti libéral du Canada et une ancienne élève de Newmarket High School. Mlle. Stronach a été élue comme membre du Parti conservateur, mais plus tard, elle a changé de parti. Elle a été réélue le 23 janvier 2006 comme membre libéral.
Depuis 2007, la ville fait partie de la circonscription provinciale de Newmarket—Aurora, du même nom que la circonscription fédérale; l'Ontario ayant décidé d'utiliser le même découpage territorial que le gouvernement fédéral.
Bureaux gouvernementaux à Newmarket:
- La mairie
- Le conseil régional d'York
- La police régionale d'York
- Le palais de justice provincial

## Personnalités
- Jim Carrey, acteur et comique.
- John Candy, acteur et comique.
- Dit Clapper, joueur de hockey sur glace pour les Bruins de Boston de 1927 à 1947 et membre du Temple de la renommée du hockey.
- Vince Corazza, acteur.
- Mazo De la Roche, écrivaine de la série Jalna.
- Glass Tiger, groupe rock.
- Mike Kitchen, entraîneur principal pour les Blues de Saint-Louis. (Né à Newmarket, élevé à Schomberg (Ontario))
- H.R. MacMillan, CBE, C.C., spécialisé en foresterie et industriel, administrateur pendant la guerre, philanthrope.
- William Mulock, ancien Ministre du Cabinet et juge en chef de la Cour suprême de l'Ontario.
- Joe Murphy, membre des Oilers d'Edmonton pendant les années 1990 lorsqu'ils gagnèrent la Coupe Stanley.
- Pete Orr, joueur de baseball olympique
- Tyler Stewart, batteur pour les Barenaked Ladies.
- Elvis Stojko, ancien champion mondial en patinage artistique.
- Belinda Stronach, Membre du Parlement actuel
- Curtis Joseph, gardien de hockey né à Keswick, grandi à Sharon (au nord-est de Newmarket, a fait l'école secondaire à Newmarket)
- Corey Locke joueur de hockey
- Ben Johnson déménagé à Newmarket de la Jamaïque quand il était adolescent; y habite encore.
- Jamie Macoun ancien joueur de hockey pour les Maple Leafs de Toronto et les Flames de Calgary de la Ligue nationale de hockey.
- Connor Mcdavid